# Voltaire Foundation

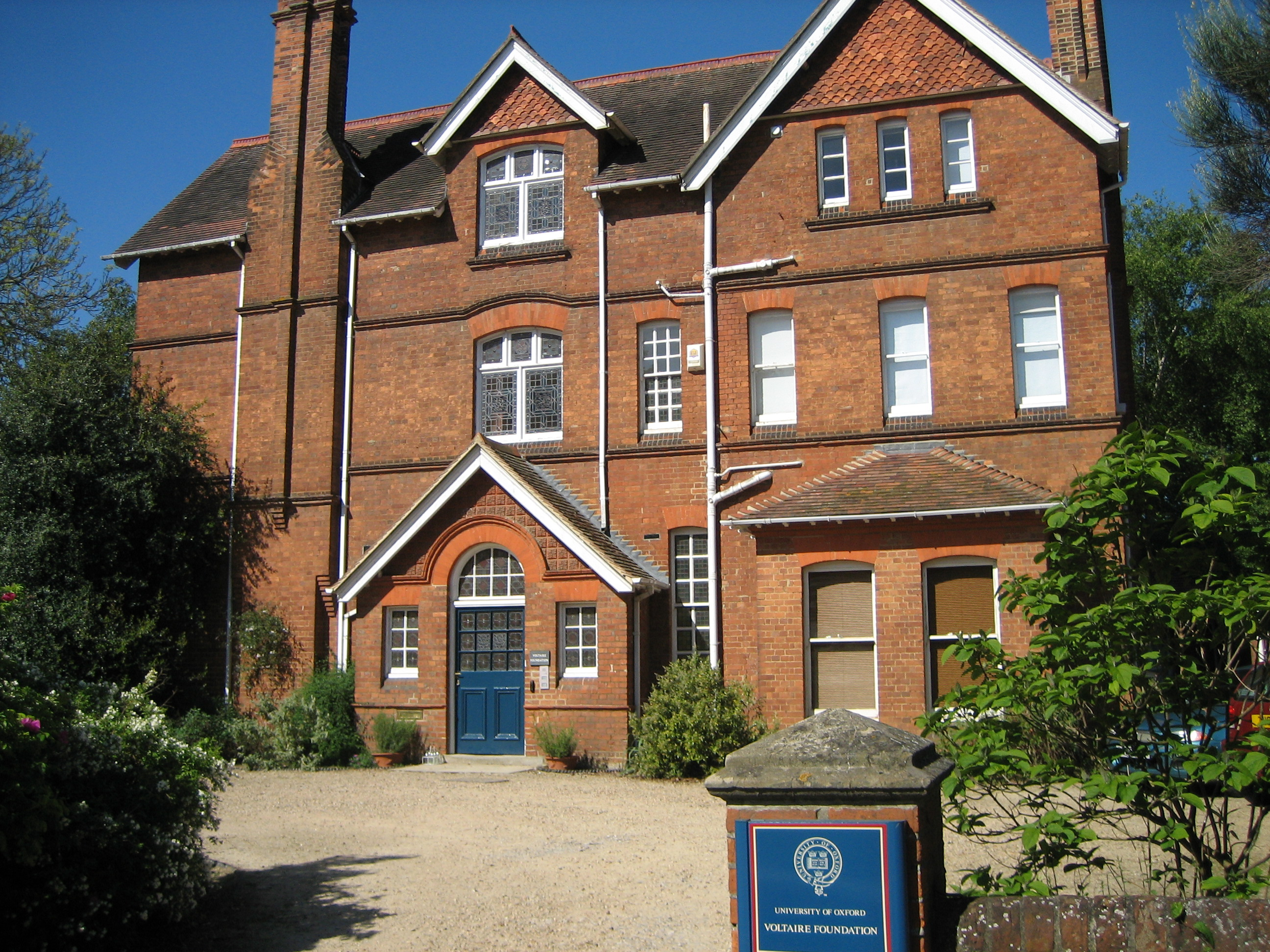
Sede della Voltaire Foundation 99 Banbury Road, Oxford, OX2 6JX, Regno Unito

La Voltaire Foundation for Enlightenment studies (Fondazione Voltaire per gli studi sull'Illuminismo, in sigla Vf) è stata fondata grazie al lascito del volterriano Theodore Besterman. Dal 1973, la VF è un dipartimento di ricerca dell'Università di Oxford. La sua missione principale era originariamente quella di ricercare e pubblicare un'edizione critica delle Opere complete di Voltaire (OEuvres complètes de Voltaire, in sigla OCV), compresa la sua voluminosa corrispondenza.
La Fondazione Voltaire pubblica anche i Oxford University Studies in the Enlightenment (Studi dell'Università di Oxford sull'Illuminismo), precedentemente noti come Studies on Voltaire and the Eighteenth Century, in sigla SVEC (Studi su Voltaire e il Settecento). 
Dal 1997 il suo direttore è il professore Nicholas Cronk, docente di letteratura francese.
La Vf ha inoltre ottenuto importanti finanziamenti dalla Fondazione Mellon per sviluppare il progetto Electronic Enlightenment, che utilizza tecnologie all'avanguardia per rendere completamente ricercabili le corrispondenze delle figure più significative del XVIII secolo.
Nel 2010, la Vf è stata insignita del Premio Hervé Deluen dell'Académie française, un riconoscimento per il supporto nell'edizione delle Opere Complete di Voltaire.

## Origini

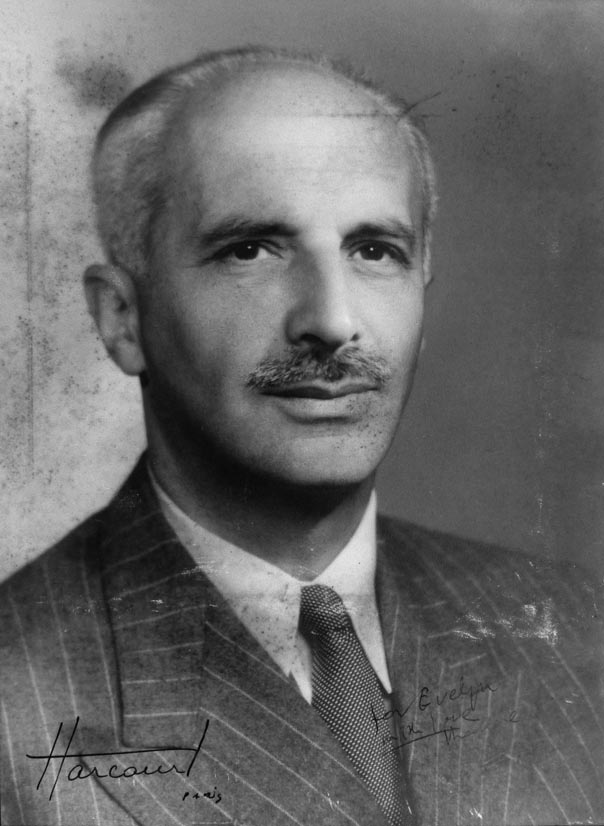
Besterman, il fondatore

Le origini della Fondazione Voltaire risalgono al 1952, quando Theodore Besterman, dedicatosi per tutta la vita alla ricerca su Voltaire, fondò l'Istituto e Museo Voltaire a Ginevra. L'Istituto è ospitato a Les Délices, una residenza che fu abitata da Voltaire dal 1755 al 1760.
Nell'ambito dell'Istituto, Besterman curò e pubblicò l'ampia corrispondenza di Voltaire in più di 50 volumi, che ora sono inclusi nell'edizione critica delle opere complete di Voltaire (OCV), occupando i volumi 85–135.
Dopo una disputa con l'amministrazione della città di Ginevra, nel 1971 Besterman si trasferì in Inghilterra. Qui avviò delle trattative con l'Università di Oxford, che portarono alla decisione di lasciare all'università la sua vasta collezione di libri e manoscritti. Dopo la morte di Besterman, avvenuta il 10 novembre 1976, la Fondazione Voltaire venne formalmente affiliata all’Università di Oxford, dove continua a operare.

## Opere complete di Voltaire (OCV)
(Theodore Besterman, Voltaire, Basil Blackword, 3a edizione 1976, p. 598, ISBN 0-631-17060-X)

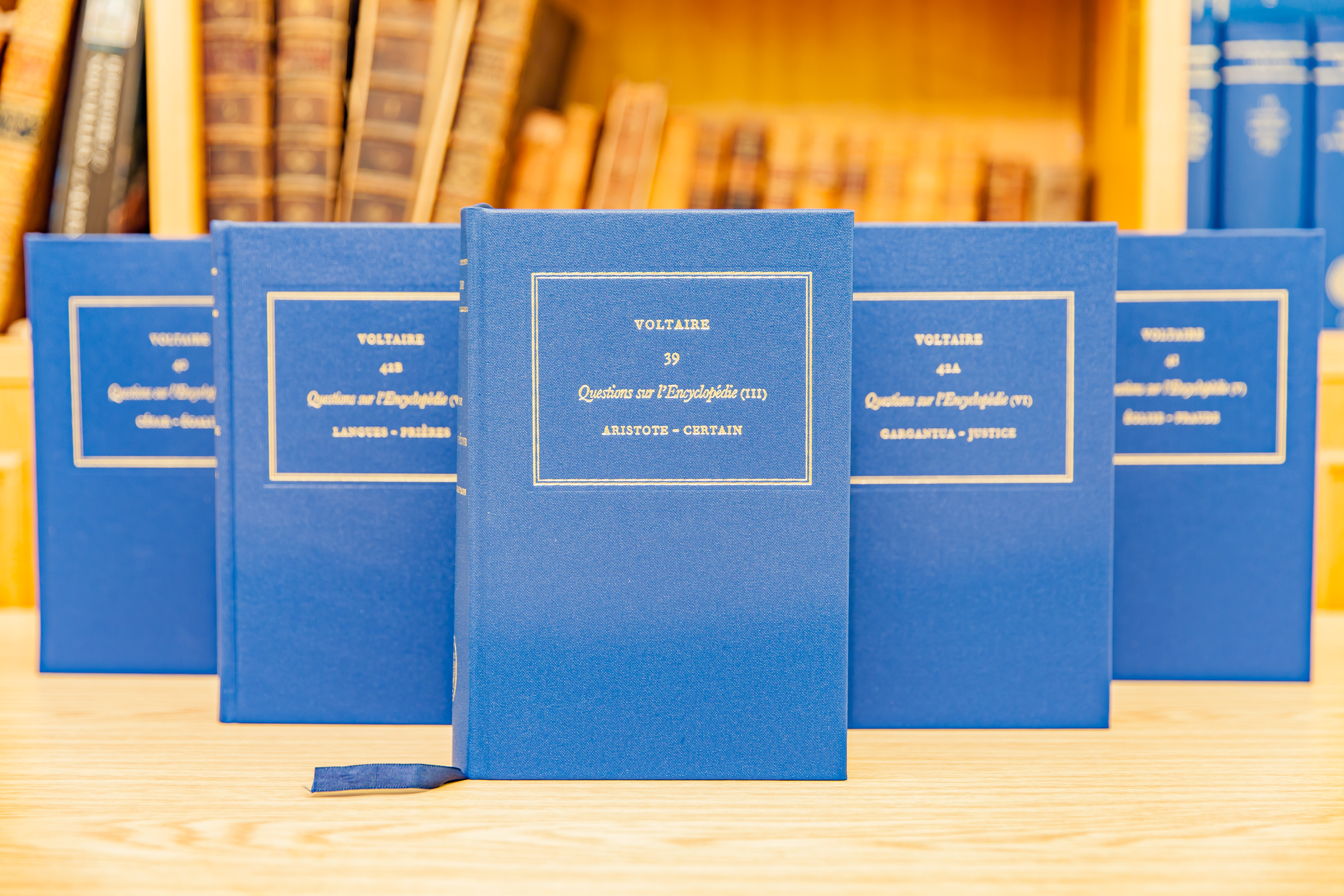
Cinque dei 205 volumi dell'edizione critica delle Opere Complete di Voltaire (OCV), 1968–2022

Voltaire scrisse oltre 2.000 opere, molte delle quali sconosciute o note solo in parte fino ad oggi.
Il progetto di Theodore Besterman di pubblicare un'edizione storico-critica completa degli scritti di Voltaire nacque a seguito delle carenze riscontrate nell'edizione Moland, pubblicata da Garnier Frères tra il 1877 e il 1885 in cinquanta volumi. Sebbene quest'ultima rappresentasse un lavoro monumentale, non riusciva a soddisfare pienamente le esigenze degli studiosi a causa di errori, omissioni e della mancanza di una rigorosa organizzazione dei testi.
Per questo motivo, Besterman, uno dei più importanti studiosi di Voltaire del XX secolo, decise di sviluppare un'edizione che non solo correggesse questi difetti, ma che presentasse le opere secondo l'ordine cronologico della loro «composizione sostanziale, e non in base alla data di rilascio né senza distinzione di genere. Il grande vantaggio di una classificazione puramente cronologica, ordinata secondo la data di composizione sostanziale di ogni opera, è di poter presentare costantemente al lettore la straordinaria diversità del genio di Voltaire:
(William Barber, L'édition des œuvres complètes de Voltaire. In: Cahiers de l'Association internationale des études françaises (CAIEF), n°33/1981, p. 163)
Questo ambizioso progetto fu avviato presso l'Istituto e Museo Voltaire di Ginevra nel 1968 (OCV volume IA.). Nei cinquantacinque anni trascorsi dall'inizio della pubblicazione, dal 1968 al 2022, più di duecento persone hanno contribuito all'OCV che comprende un totale di 205 volumi.
Questa nuova edizione critica si distinse per l'attenzione filologica, l'inclusione di un vasto apparato critico, note esplicative e un'introduzione dettagliata per ogni testo, elementi che hanno reso possibile una comprensione più approfondita del pensiero e dell'opera di Voltaire.
Il prossimo compito che la Vf si è prefissata è la digitalizzazione dell'edizione cartacea in 205 volumi, che offrirà al lettore possibilità completamente nuove di ricerca in tutti i testi.

## Corrispondenza di Jean-Jacques Rousseau

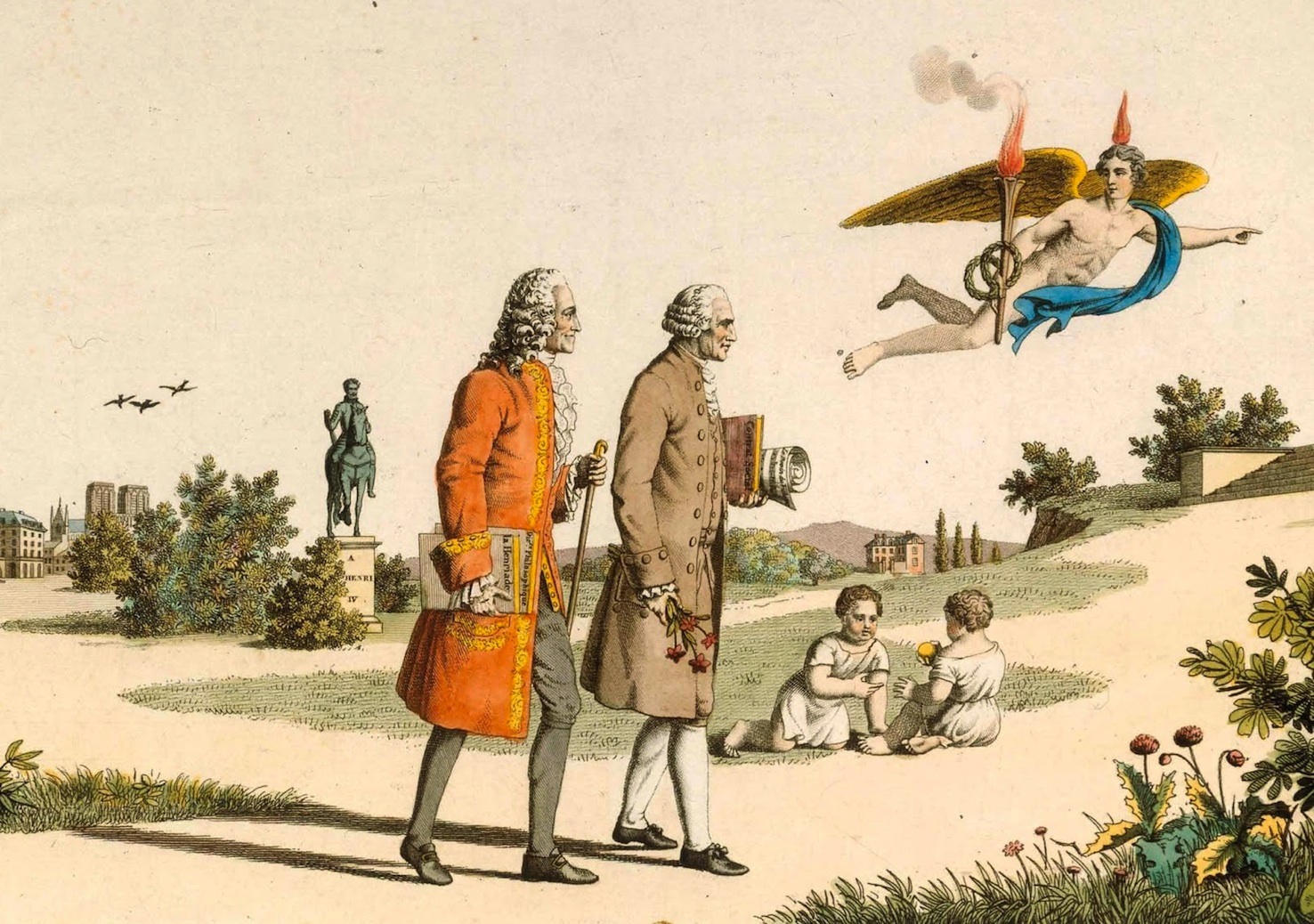
Voltaire e Rousseau

Inoltre, la Vf ha affidato al romanista britannico Ralph Alexander Leigh la cura dell'edizione della corrispondenza completa di Jean-Jacques Rousseau: 52 volumi, pubblicati tra il 1965 e il 1998, che raccolgono circa 8000 lettere scritte da e a Rousseau.
Tutta questa corrispondenza è accessibile online tramite Electronic Enlightenment.

## Pubblicazioni SVEC

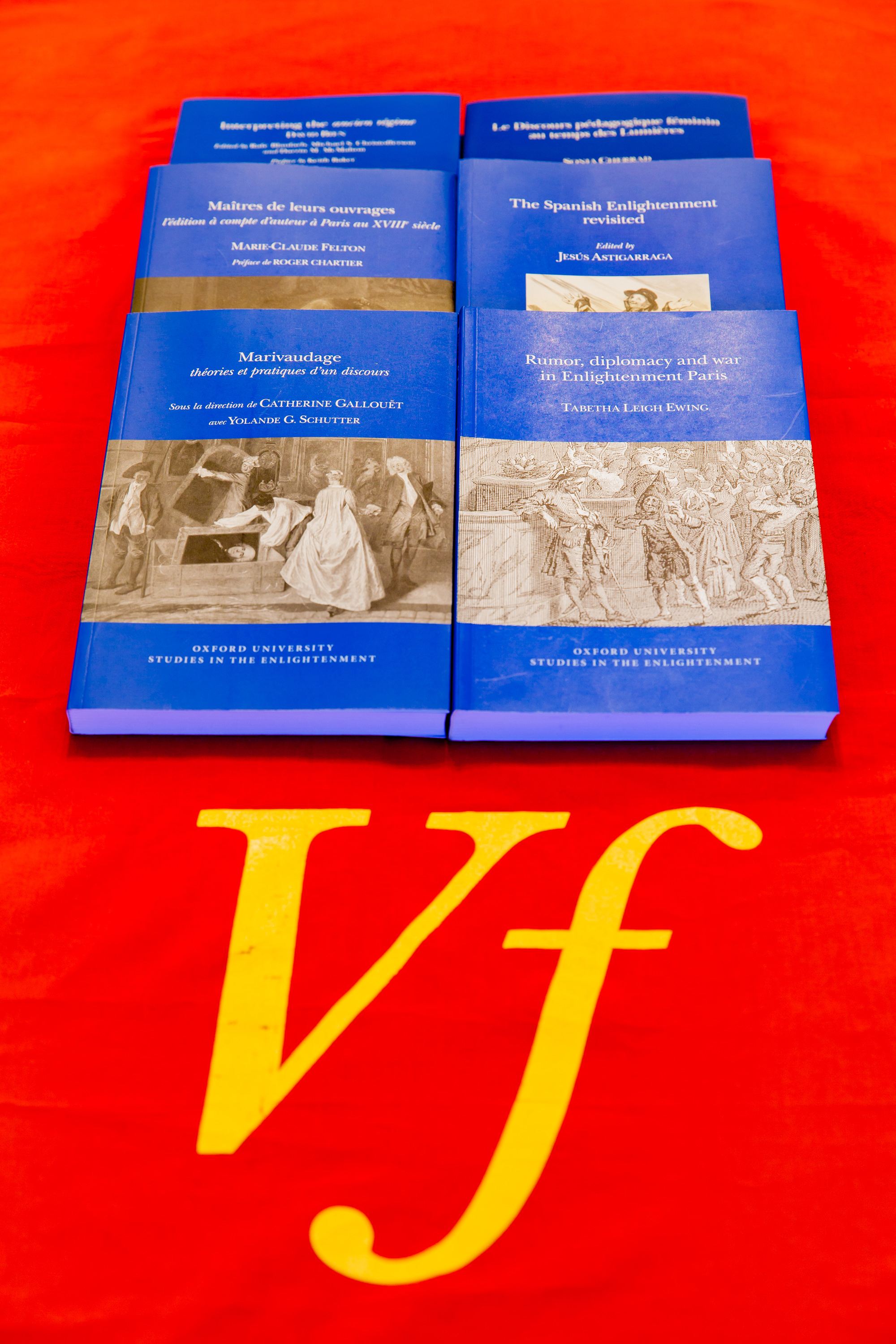
Pubblicazioni SVEC

Dal 1955, l'Istituto Besterman pubblica la collana bilingue (inglese/francese) Studies on Voltaire and the Eighteenth Century, in sigla SVEC (Studi su Voltaire e il Settecento).
Nel 2014, ampliando il focus su vari aspetti del XVIII secolo e dell'Illuminismo, la serie ha cambiato nome in Oxford University Studies in the Enlightenment (Studi dell'Università di Oxford sull'Illuminismo)
Ad oggi sono stati pubblicati oltre 600 titoli, dedicati a Voltaire e all'Illuminismo.

## Desideratum Voltairianum: une bibliographie
Besterman sognava di ricostruire su nuove basi la classica bibliografia volteriana di Georges Bengesco (1882-1890, 4 volumi), ormai superata da tempo. ma mai sostituita. Tuttavia, Besterman si ritrasse di fronte all’enormità di questo compito, che ancora nel 1973 definiva «an impossible dream», un 'sogno impossibile'.
Con il completamento degli OCV nel 2022, i filologi dispongono ormaidi una scheda bibliografica per ogni testo. Secondo Nicholas Cronk, è giunto il momento di unire queste schede, in forma digitale, per creare finalmente una bibliografia descrittiva di tutti gli scritti di Voltaire. Una tale bibliografia sarebbe di estrema importanza.

## note
1. ↑  Œuvres complètes de Voltaire (OCV) – (PDF) elenco dei 205 volumi.
2. ↑  Homepage du professeur Nicholas Cronk, direttore della Vf
3. ↑  Grand Prix Hervé Deluen
4. ↑  Sito ufficiale della città di Ginevra
5. ↑  The Complete works of Voltaire are complete – in 205 volumes
6. ↑  Nicholas Cronk, Réimaginer le corpus voltairien : les Œuvres complètes de Voltaire (1968-2022). In: Dix-huitième siècle 2022/1 (n° 54), p.604. riassunto
7. ↑  Opere complete di Voltaire (OCV) – (PDF) elenco dei 205 volumi
8. ↑  Digital Voltaire
9. ↑  Jean-Jacques Rousseau's correspondence - sul server della Vf
10. ↑  Oxford university studies in the enlightenment (SVEC)
11. ↑  SVEC cambia nome
12. ↑  Theodore Besterman, Voltaire Bibliography: The impossible dream.. In: Francesco Cordasco (a cura di), Theodore Besterman, bibliographer and editor. A selection of representative texts. The Scarecrow Press, Metuchen (N.J.) e Londra 1992, pp. 383–396, ISBN 0-8108-2497-3.
13. ↑  The Complete works of Voltaire are complete – in 205 volumes!
14. ↑  Nicholas Cronk, Réimaginer le corpus voltairien : les Œuvres complètes de Voltaire (1968-2022). In: Dix-huitième siècle 2022/1 (n° 54), p. 607. riassunto